# Наукова бібліотека Українського державного університету імені Михайла Драгоманова
Наукова бібліотека Українського державного університету імені Михайла Драгоманова — навчально-допоміжний, науковий, культурно-освітній структурний підрозділ педагогічного університету, який забезпечує оперативний доступ до інформації з метою підвищення якості наукового і освітнього процесів, виконує меморіальну функцію збереження наукових надбань з різноманітних галузей знань, зокрема, освітянської галузі. Бібліотека є найбільшою серед бібліотек педагогічних закладів України.
Бібліотека підтримує проект відкритого доступу до знань через розвиток відкритих електронних
архівів (інституційних репозитаріїв). У електронному інституційному репозитарії ENPUIR, представлені праці вчених університету.
Бібліотека — офіційний партнер Української Бібліотечної Асоціації

## Історія

Корпус Київського державного педагогічного інституту імені О. М. Горького (з боку вул. І. Франка наприкінці 50-х років) На першому поверсі розташована бібліотека

Розвиток бібліотеки тісно пов'язаний із діяльністю університету. Історія Національного педагогічного університету починається із заснування при університеті Св. Володимира у 1834 році Педагогічного інституту. За браком архівних матеріалів складно відтворити цілісну картину формування, відомо лише, що кожен інститут університету мав власну бібліотеку.
Документально фіксована історія бібліотеки починається із 1920 року, тоді було створено Київський інститут народної освіти (КІНО) імені М. П. Драгоманова. Інститут розпочав свою роботу згідно з Постановою № 38 Управління вищих шкіл міста Києва від 15 липня 1920 року. У 1930 році відбулась реорганізація Київського інституту народної освіти і на базі факультету соціального виховання утворено Київський інститут соціального виховання, якому було передано частину видань з основного фонду бібліотеки. Становлення бібліотеки Київського педагогічного інституту організованого у 1933 році, почалося з п'ятитисячного книжкового фонду і семи працівників. Знаменною віхою для бібліотеки став 1934 рік, коли педагогічний інститут був переведений у будинок № 22/24 на бульварі Тараса Шевченка, де для бібліотеки було виділено 9 кімнат площею близько 350 кв.м. У довоєнні роки бібліотекою завідували І. С. Ребельський, Ц. Н. Рабінович. Тоді було вперше відкрито читальний зал на 30 місць. Фонд бібліотеки постійно збільшувався і перед війною у 1941 році налічував уже близько 170 тис. одиниць зберігання.
Після звільнення Києва у листопаді 1943 року разом з інститутом поновила свою роботу і бібліотека. У повоєнні роки бібліотеку очолювали М. С. Мороховська, згодом Д. Ю. Серветник, за ініціативи якого розпочато створення фундаментального фонду бібліотеки. У січні 1954 року на посаду завідувача бібліотеки був призначений Лукаш Микола Олексійович — відомий український перекладач-поліглот. У 50-ті роки Київський державний педагогічний інститут імені О. М. Горького стає науково-методичним центром педагогічної освіти республіки, який бере активну участь у створенні навчально-методичної літератури для викладачів і студентів педвузів, вчителів і учнів середніх шкіл України.
З 1954 і наступні 24 роки завідувачем бібліотеки була Ганна Севастянівна Разумова. У 60-ті роки структура бібліотеки удосконалювалась, були створені відділи комплектування, каталогізації, обслуговування, бібліографії. З 1977 до 2007 року бібліотеку очолювала Ельга Володимирівна Татарчук.
Детальніше з історією бібліотеки можна ознайомитись у виданні «Історія та сьогодення Наукової бібліотеки НПУ імені М. П. Драгоманова»

## Фонди
У фондах бібліотеки зберігається понад 1,2 млн примірників наукової, навчальної, довідкової, методичної, художньої літератури різними мовами.
2009 року створено фонд рідкісних видань. Тут зберігаються видання XVIII, XIX та початку XX століття, прижиттєві та рідкісні видання класиків української літератури, діячів української культури, українських педагогів, енциклопедії та довідкова література.
У бібліотеці зберігаються деякі особисті книгозбірні, зокрема книгозбірні П. І. Орлика, С. А. Гальченка, а також персональні подарунки професорів університету В. П. Андрущенка, В. П. Беха, В. В. Євтуха та ін.
Існує окремий фонд праць науковців університету та захищених тут дисертацій.
На сайті бібліотеки у розділі «Колекції» представлено оцифровані видання праць М. П. Драгоманова.

## Структура
Бібліотека має 10 відділів, 8 секторів, 5 абонементів, 7 читальних залів, що розташовані у навчальних корпусах університету.
Основні відділи та сектори бібліотеки:
- Дирекція
- Відділ комплектування ресурсів
  - сектор комплектування
  - сектор обліку і списання
- Відділ каталогізації ресурсів
  - сектор індексування ресурсів
- Відділ зберігання фондів
- Відділ рідкісних та цінних видань
  - сектор опрацювання рідкісних видань
- Відділ обслуговування головного корпусу
  - абонемент наукової літератури
  - абонемент навчальної літератури
  - сектор міжбібліотечного абонементу (МБА)
  - читальний зал № 1
  - читальний зал № 2: рідкісних видань та рукописів
  - зал інформаційно-пошукових систем
- Відділ обслуговування гуманітарних факультетів
  - абонемент наукової та художньої літератури
  - сектор обслуговування навчальною літературою (студентський абонемент)
  - сектор обслуговування у читальних залах
  - читальний зал літератури гуманітарного профілю
  - читальний зал іноземних видань та персональних колекцій
  - читальний зал періодичних видань
  - читальний зал довідково-бібліографічних видань
  - сектор обслуговування факультету мистецтв
- Відділ обслуговування історико-соціальних факультетів
  - абонимент історико-соціальних факультетів
  - сектор обслуговування у читальному залв
  - абонимент та  читальний зал факультету психології
- Відділ інформаційно-бібліографічної роботи
  - група інформаційно-бібліографічної роботи гуманітарних факультетів
- Відділ підтримки наукових досліджень
- Відділ інформаційно-комунікаційних технологій

## Інформаційна та довідково-бібліографічна діяльність
Для оперативного пошуку документів в бібліотеці функціонує традиційний та електронний каталог. На сайті бібліотеки працює віртуальна довідкова служба «Запитай бібліотекаря» та «Електронна доставка документів». Бібліографічні та біобібліографічні видання представлені в електронному архіві.